# دانيلا بيك
دانيلا بيك (بالإنجليزية: Danielle Peck)‏ هي مغنية ومغنية مؤلفة أمريكية، ولدت في 14 سبتمبر 1978.

## وصلات خارجية
- الموقع الرسمي
- دانيلا بيك على موقع IMDb (الإنجليزية)
- دانيلا بيك على موقع ميوزك برينز (الإنجليزية)
- دانيلا بيك على موقع إن إن دي بي (الإنجليزية)
- دانيلا بيك على موقع ديسكوغز (الإنجليزية)